# Piero Liatti
Piero Liatti (7 de marzo de 1962, Italia) es un piloto de rally italiano que compitió en el Campeonato del Mundo de Rally, donde consiguió una victoria y nueve podios.
Fue un piloto especialista en pruebas de asfalto. Se destacó en su etapa en el equipo oficial de Subaru, con el que finalizó octavo en la temporada temporada 1995, quinto en 1996, sexto en 1997, y séptimo en 1998. Con la marca japonesa logró su única victoria en el mundial, en el Rally de Montecarlo de 1997.
También logró una victoria en el Rally de San Remo en 1995, cuando esta prueba era puntuable para la Copa Mundial de Rally de 2 Litros.

### Victorias WRC
| # | Año  | Rally                                  | Copiloto      | Automóvil          |
| - | ---- | -------------------------------------- | ------------- | ------------------ |
| 1 | 1997 | 65ème Rallye Automobile de Monte-Carlo | Fabrizia Pons | Subaru Impreza WRC |